# Абульгасан Алекперзаде
Алекперзаде́ Абульгаса́н (нар. 12 березня 1906, Баскалі — пом. 1986, Баку) — азербайджанський радянський письменник.

## Біографічні відомості
Член КПРС з 1941.
Народився у селі Баскалі Шемахинського району. Син ремісника. Друкується з 1927.

## Творча діяльність
Один з зачинателів азербайджанського радянського романа. Основна тема творів Алекперзаде — дружба народів СРСР («Кримські оповідання», «Батьки і діти», «Лейтенант Шербан»). Найпопулярнішим твором є роман «Війна» (1948—55, ч. 1—3) про героїчні подвиги захисників Севастополя. Повість «Онуки старої Тамаші» (1957) присвячена темі виховання молоді.

## Твори
- Рос. перекл. — Бастионы дружбы. М., 1955.